# България на зимните олимпийски игри 1972
България участва на зимните олимпийски игри в Сапоро през 1972 година, като това е осмата зимна олимпиада, на която страната взима участие.

## Ски алпийски дисциплини
Мъже
| Спортист      | Събитие          | Състезание 1 | Състезание 1 | Състезание 2 | Състезание 2 | Общо    | Общо  |
| Спортист      | Събитие          | Време        | Място        | Време        | Място        | Време   | Място |
| ------------- | ---------------- | ------------ | ------------ | ------------ | ------------ | ------- | ----- |
| Ресми Ресмиев | спускане         |              |              |              |              | 2:03.01 | 45    |
| Иван Пенев    | спускане         |              |              |              |              | 2:02.16 | 40    |
| Ресми Ресмиев | гигантски слалом | 1:45.68      | 45           | 1:54.14      | 37           | 3:39.82 | 37    |
| Иван Пенев    | гигантски слалом | 1:41.77      | 38           | 1:45.56      | 32           | 3:27.33 | 32    |

Мъже слалом
| Спортист      | Класификация | Класификация | Финал   | Финал | Финал   | Финал | Финал   | Финал |
| Спортист      | Време        | място        | Време 1 | Място | Време 2 | Място | Общо    | Място |
| ------------- | ------------ | ------------ | ------- | ----- | ------- | ----- | ------- | ----- |
| Иван Пенев    | 1:53.24      | 5            | 1:06.84 | 39    | 1:02.84 | 27    | 2:09.68 | 27    |
| Ресми Ресмиев | DSQ          | –            | 1:05.82 | 37    | 1:05.28 | 29    | 2:11.10 | 29    |

## Ски бягане
Мъже
| Събитие | Спортист          | Състезание | Състезание |
| Събитие | Спортист          | Време      | Място      |
| ------- | ----------------- | ---------- | ---------- |
| 15 км   | Венцислав Стоянов | 50:54.98   | 53         |
| 15 км   | Петър Панков      | 50:06.74   | 47         |
| 30 км   | Венцислав Стоянов | 1'47:11.68 | 46         |
| 30 км   | Петър Панков      | 1'45:50.66 | 39         |
| 50 км   | Венцислав Стоянов | DNF        | –          |
| 50 км   | Петър Панков      | 2'57:12.15 | 28         |